# Johanneshowellia puberula
Johanneshowellia puberula là một loài thực vật có hoa trong họ Rau răm. Loài này được (S. Watson) Reveal mô tả khoa học đầu tiên năm 2004.